# Aciclovir
El aciclovir es un fármaco antiviral derivado de la guanosina que se usa en el tratamiento de las infecciones producidas por el virus varicela-zóster y el virus del herpes simple, entre las que se incluyen la varicela, la estomatitis herpética, el herpes labial, el herpes genital y el herpes zóster.
Este fármaco impide la replicación viral disminuyendo la extensión y duración de la enfermedad.

## Historia
En el año 1962 se inició un proceso de investigaciones en fármacos antivirales en los laboratorios de Burroughs Wellcome & Company (actualmente GlaxoSmithKline), que logró el descubrimiento del aciclovir en 1974 por Howard Schaeffer y Lilia Beauchamp.
Se iniciaron las pruebas clínicas en 1977, que condujeron en el año 1982 a la producción del aciclovir tópico.
El descubrimiento del aciclovir fue considerado el comienzo de una nueva era en la terapia antiviral, ya que es extremadamente selectivo y posee un bajo nivel de citotoxicidad. Gertrude Belle Elion y George H. Hitchings recibieron el Premio Nobel de Medicina en 1988 debido, en parte, al desarrollo de este compuesto.

## Descripción
El aciclovir es un análogo de la guanina. Su estructura difiere de otros análogos de nucleósidos en que contiene sólo una parte de éste ya que el anillo glucídico está reemplazado por una cadena abierta.
Se considera una prodroga, debido a que su forma original es inactiva, y sus metabolitos son las sustancias antivirales activas.
Relacionado con el aciclovir, con mejor biodisponibilidad, está el famciclovir.

## Farmacocinética

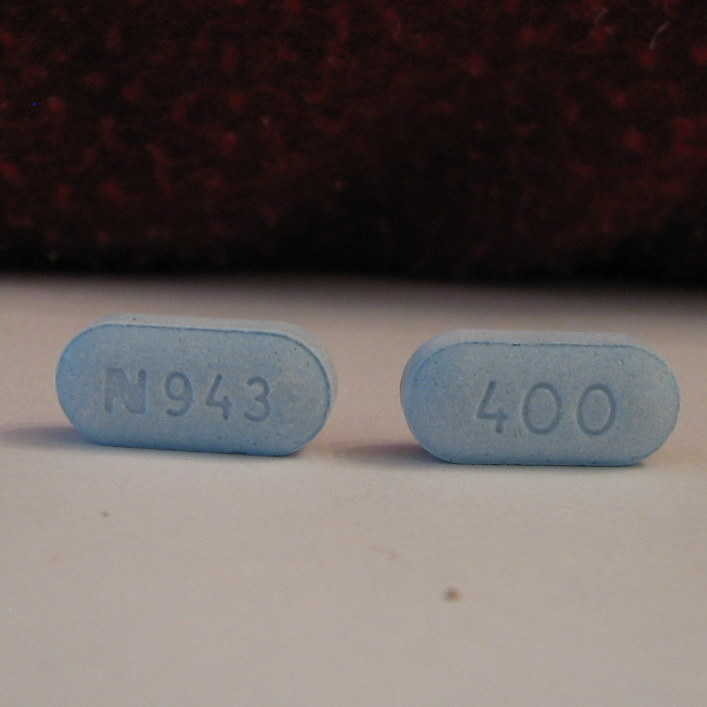
Comprimidos de Aciclovir de 400 mg.

### Vías de administración
El aciclovir se usa principalmente por vía oral mediante formulaciones en comprimidos y suspensión para el uso pediátrico.
También se administra por vía tópica, en crema, e intravenoso en pacientes con infecciones graves por herpesvirus.

### Absorción
Debido a su baja solubilidad, la absorción del aciclovir por vía oral es muy lenta, variable e incompleta (gran parte es expulsada sin variación por las heces).
La absorción cutánea es mínima.
La biodisponibilidad de la administración vía oral del aciclovir varía entre el 10 % al 30 %, y decrece con el aumento de la dosis. Este efecto es en función de la dosis y no de la presentación.
No hay efecto significativo de los alimentos sobre la absorción del aciclovir.
En otro estudio en 20 pacientes inmunocompetentes con infecciones genitales recurrentes por herpes simple, se administraron dosis de 800 mg de aciclovir en cápsulas cada 6 horas durante 5 días. Las concentraciones en el steady state fueron 1,4 mg/ml. En general, la farmacocinética del aciclovir en los niños es similar a la de los adultos. La semivida de eliminación después de dosis orales de 300 mg/m² y 600 mg/m², en niños de edades comprendidas entre 7 meses y 7 años es de 2,6 horas. (intervalos entre 1,59 y 3,74 horas).
Un estudio de biodisponibilidad oral después de una dosis úbica mostró que el aciclovir cápsulas de 200 mg es equivalente a 200 mg de aciclovir en solución acuosa. En otro estudio en 20 voluntarios, se comprobó que la biodisponibilidad de la suspensión de aciclovir es la misma de la de las cápsulas.

### Distribución
El aciclovir se distribuye ampliamente por el organismo, incluyendo líquido cefalorraquídeo y placenta.
El volumen de distribución equivale al del agua corporal total.
La concentración del aciclovir en el líquido cefalorraquídeo y en el humor acuoso equivale aproximadamente a entre un tercio y un medio de la concentración plasmática.
La semivida plasmática después de la administración oral de aciclovir, varía entre 2,5 a 3,3 horas.

### Metabolismo y metabolitos
Se metaboliza en el hígado, siendo el metabolito resultante el 9-carboximetilguanina.

### Excreción
El aciclovir se excreta principalmente por la orina, mediante filtrado glomerular y secreción tubular. Esto 
determina que las dosis de aciclovir deben ajustarse en enfermos con insuficiencia renal. La mayor parte es aciclovir no modificado; de un 8 a un 14 % corresponden a 9-carboximetoximetilguanina y un 0,2 % a 8-hidroxi-9-(2hidroxietil)guanina.

## Farmacodinamica

### Mecanismo de acción
En su forma absorbible, el aciclovir tiene poca afinidad a las enzimas de células no infectadas.
Es convertido selectivamente en una forma monofosfatada por una timidina quinasa que poseen los virus sensibles al medicamento. Subsecuentemente, el monofosfato es fosforilado para ser convertido, primero en difosfato —aciclo-GDP— y luego en el trifosfato activo —aciclo GTP—, por quinasas celulares.
El aciclo-GTP inhibe la síntesis de ADN viral a través de un mecanismo competitivo con la polimerasa viral, y al ser incorporada en la cadena de ADN en síntesis, detiene su replicación. Su poca afinidad a las polimerasas celulares, sumado al hecho de que la fosforilación ocurre sólo en células infectadas, hace que tenga una toxicidad baja.
El citomegalovirus (CMV) también es sensible al aciclovir, pero el mecanismo de acción no ha sido claramente establecido en este caso.

### Efectos
Dado que el mecanismo de acción inhibe la replicación del ADN viral, el efecto es la detención de la replicación del virus.
Este efecto es muy selectivo de los virus herpes simple tipos 1 y 2 (VHH 1 y 2), virus varicela-zóster (VZV), virus de Epstein-Barr (VEB) y virus herpes humano 6 (VHH6). 
El espectro de actividad del aciclovir comprende principalmente los virus herpes tipo 1 y 2, en menor medida el varicela-zóster, y en forma limitada, el virus de Epstein-Barr.

## Uso clínico

### Indicaciones

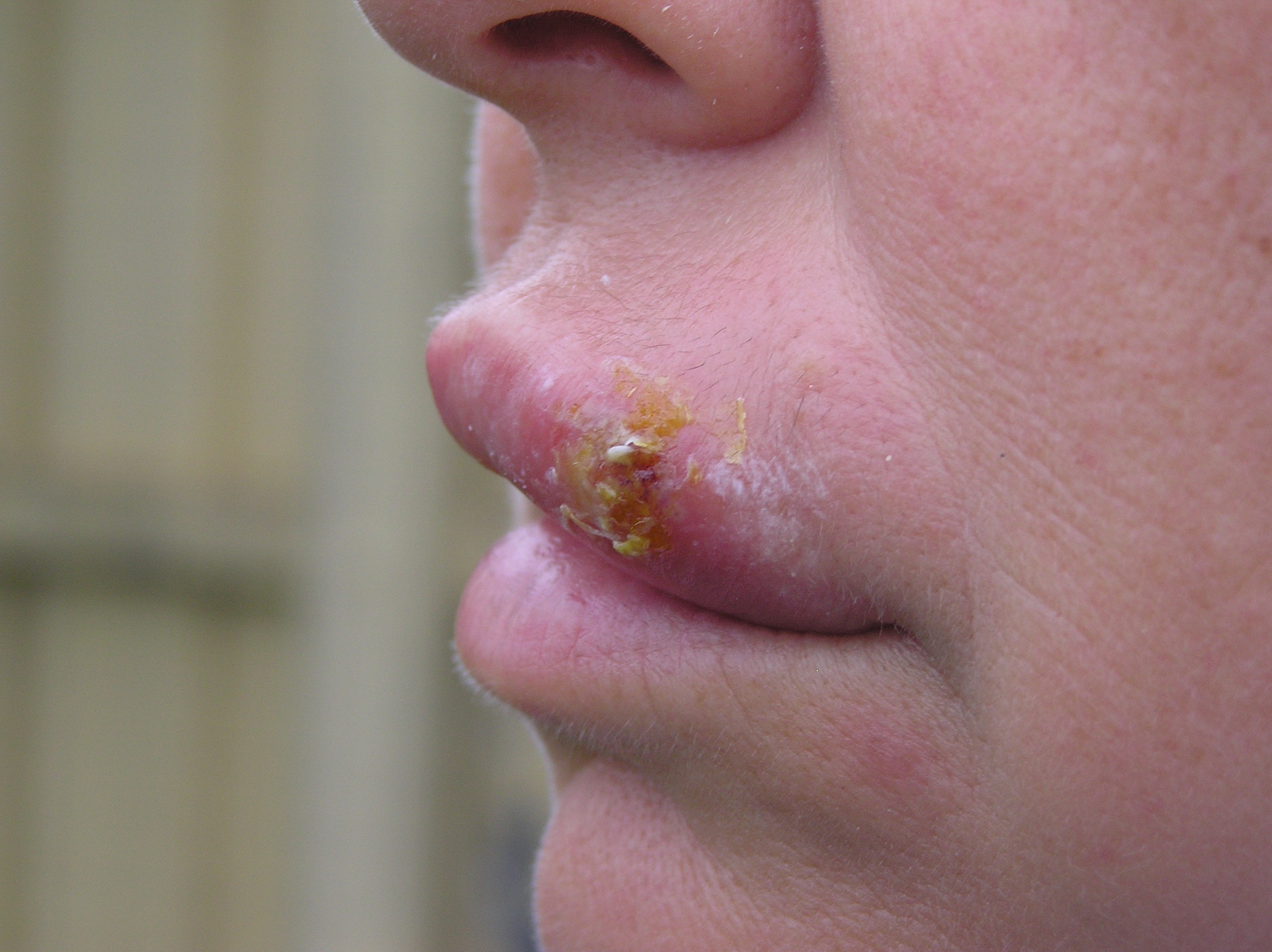
Herpes labial.

El uso del aciclovir está indicado en las infecciones producidas por herpes simple tipo 1 y 2: estomatitis herpética, herpes labial, herpes genital, queratitis, encefalitis herpética, tanto en su primera aparición como en recurrencias.
La evidencia de la utilidad del aciclovir tópico en el herpes labial es débil
El aciclovir se usa también en las infecciones producidas por el virus de la varicela-zóster (VVZ), tanto en la varicela como en el herpes zóster o culebrilla, especialmente en el caso de que se produzca neuritis o en pacientes inmunodeprimidos, siempre y cuando se use precozmente.
Cuanto antes se inicia el tratamiento, mayores son los beneficios terapéuticos, especialmente si se comienza su uso durante el pródromo de la enfermedad, es decir, durante sus primeros síntomas.
El uso profiláctico del aciclovir permite prevenir o reducir significativamente las infecciones por herpes virus en pacientes inmunocompetentes.

### Dosis y vía de administración
Para adultos y niños mayores de 12 años, la vía de administración es la infusión intravenosa de 5 mg/kg de peso cada 8 h, durante cinco días. La solución se prepara como indica el fabricante y debe administrarse lentamente durante por lo menos 1 h. Para el herpes simple y herpes zóster diseminado, se administra como se indica durante siete días. La vía de administración oral es de 200 mg cinco veces al día, a intervalos de 4 h, durante cinco o más días.
Para niños (menores de 12 años), la infusión intravenosa es de 250 mg/m² de superficie corporal cada 8 h, durante cinco días. Para el herpes simple, se administra durante siete días. El medicamento está prescrito de preferencia por especialistas en casos graves y en pacientes hospitalizados. En varicela se administran 20 mg/kg/día sin pasar de 800 mg en 24 h durante por 5 días.

### Efectos Adversos

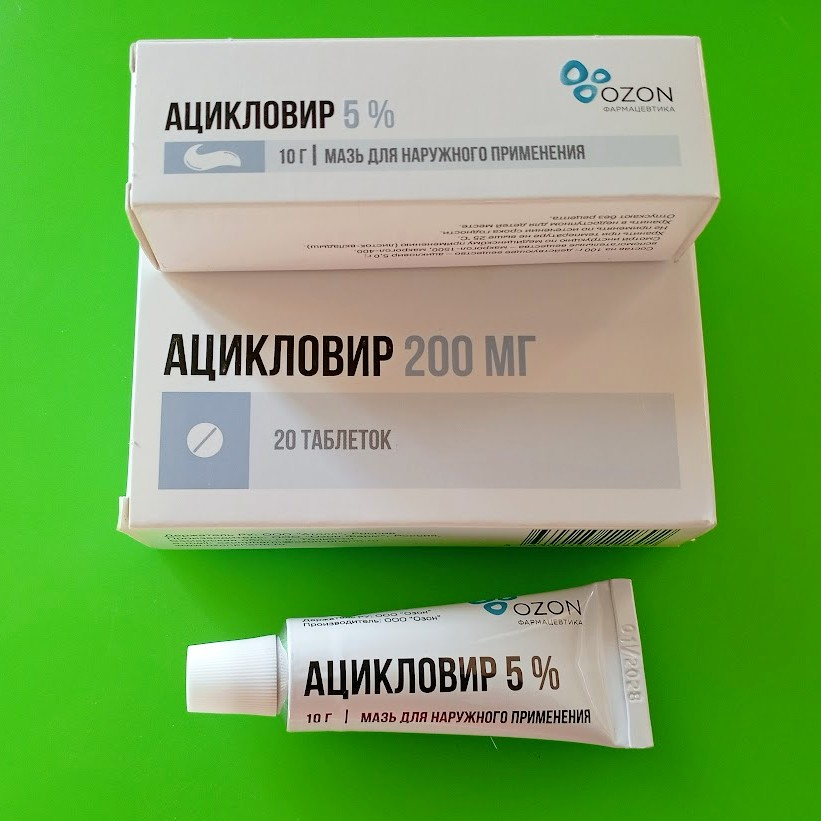
Aciclovir

Los efectos adversos del aciclovir parenteral suelen ser poco frecuentes y leves.
El uso oral del aciclovir puede provocar con una incidencia más frecuente:
- Náuseas;
- Vómitos;
- Cefalea;
- Diarrea;
- Dolor abdominal.

Y con una incidencia menos frecuente:
- Insuficiencia renal aguda (Esta complicación es más frecuente con el uso de las formas parenterales, la administración rápida, el uso concomitante con otros medicamentos nefrotóxicos o en pacientes deshidratados y/o de edad avanzada).

Han sido detectadas también:
- Fiebre;
- Hematopoyesis megaloblástica;
- Anorexia;
- Mareos;
- Vasculitis.

Incidencia rara:
- Rash
- Alteración de los valores de las enzimas hepáticas.

El uso intravenoso del aciclovir puede producir los siguientes efectos adversos:
- Flebitis;
- Náuseas;
- Hematuria (acompañada de cristaluria);
- Hipotensión, especialmente si la infusión se realiza rápidamente;[15]
- Encefalopatía en 1 % de los pacientes, cuando su uso intravenoso se asocia con insuficiencia renal.[6]

### Contraindicaciones
La relación riesgo/beneficio deberá ser cuidadosamente evaluada en las siguientes condiciones:
- Deshidratación;
- Pacientes con alteración de la función renal;
- Hipersensibilidad al aciclovir o ganciclovir;
- Alteraciones neurológicas o reacciones neurológicas previas ante un citotóxico;
- Lactancia;
- Embarazo;

No existe información clara respecto de la seguridad fetal con el uso del aciclovir. Los estudios en animales no han demostrado efectos teratógenicos, pero no existen estudios controlados en mujeres.

### Presentaciones
Existe en comprimidos de entre 200 a 800 mg, suspensión para uso pediátrico, cremas dérmicas, pomadas oftálmicas y en forma liofilizada para uso intravenoso.